# 인천 삼목도 선사주거지
삼목도 선사주거지(三木島 先史住居址)는 인천광역시 중구 운서동에 있는 선사주거지이다. 2006년 9월 11일 인천광역시의 기념물 제55호로 지정되었다.

## 개요
삼목도 선사유적지는 중서부 내륙의 암사동유적을 제외한 서해 도서지역에서 확인된 최대 규모(17기)의 신석기 주거지로서, 기존의 패총 중심의 조사와 연구에서 벗어나 도서지역에서의 취락을 통한 생업 및 주거양식에 대한 연구를 진전시킬 수 있었다. 즉, 서해안 일대의 유적들이 내륙 주민들의 자원 획득을 위한 방문 및 단기 점유로 형성된 것이라는 기존의 가설이 해당 지역의 모든 유적을 설명해 줄 수 없다는 점이 제기되었다. 주거지 내에서 발견되는 유물 및 시설은 서해 중부지역 신석기시대 문화의 연구에 새로운 가능성을 제공할 것이다.
유적지에서는 신석기시대의 수혈주거지 17기, 수혈 1기, 적석유구 1기와 조선시대 구들 1기 등이 확인되었다.

## 참고 문헌
- 삼목도 선사주거지 - 국가유산청 국가유산포털